# 清水六和
清水 六和（きよみず ろくわ、1875年3月6日 - 1959年8月1日）は陶芸家、5代目清水六兵衛。
京都に、4代目六兵衛の長男として生まれる。1887年幸野楳嶺に師事ののち京都府立画学校修了、陶法を父に学ぶ。1895年楳嶺没後、谷口香嶠に師事。1903年京都市立陶磁器試験場が設立され同所で科学的釉薬、製陶法を研究、1912年同志と京都遊陶園を結成し東京にて展覧会を開く。のち京都佳都美会結成。1913年5代六兵衛を襲名し1922年フランス・サロン会員、1927年帝展審査委員、1928年マヨリカ焼き（音羽焼）焼成の功により緑綬褒章受章、1930年帝国美術院会員、1931年フランスよりエトワール・ノワール勲章授与、1937年帝国芸術院会員、1945年六和と改名、長男に6代六兵衛を譲る。